# Rocket Man (I Think It's Going to Be a Long, Long Time)
Rocket Man (I Think It's Going to Be a Long, Long Time) är en låt skriven av Elton John och Bernie Taupin. Den släpptes som den första singeln från albumet Honky Château från 1972 och nådde andra plats i Storbritannien och sjätte i USA.

## Listplaceringar
| Lista (1972)   | Position          |
| -------------- | ----------------- |
| Australien     | 14 (Go Set)       |
| Finland        | 19                |
| Irland         | 6                 |
| Kanada         | 8                 |
| Nya Zeeland    | 11 (NZ Listner)   |
| Storbritannien | 2                 |
| USA            | 6 (Billboard 200) |
| Västtyskland   | 18                |